# Acanthogorgia pico
Acanthogorgia pico är en korallart som beskrevs av Manfred Grasshoff 1973. Acanthogorgia pico ingår i släktet Acanthogorgia och familjen Acanthogorgiidae. Inga underarter finns listade i Catalogue of Life.